# Onthophagus umbilicopunctatus
Onthophagus umbilicopunctatus är en skalbaggsart som beskrevs av Medvedev 1959. Onthophagus umbilicopunctatus ingår i släktet Onthophagus och familjen bladhorningar. Inga underarter finns listade i Catalogue of Life.